# Школа № 18 (Сыктывкар)
Муниципальное общеобразовательное учреждение «Средняя общеобразовательная школа №18» — общеобразовательное учреждение в городе Сыктывкаре. Основана в 1958 году. Первый учебный год начался 1 сентября 1958 года. Ведётся обучение учеников 1-11 классов. Первый директор школы —  Пунегова Александра Ивановна.

## История школы
- 1958 год. Открытие школы. В первый год насчитывалось 11 учителей и 200  учеников, которые учились в 7 классах: двух первых, двух вторых и трёх шестых. Здание было деревянным и не имело ни водопровода, ни канализации[1].
- 1960-е. Действует движение Клуб интернациональной дружбы
- 1970-е. Рост  пионерского движения
- 1984 год. Переезд школы в новое здание
- 1980-е. Открытие классов по направлениям:  биологические,  математические,  педагогические,  спортивные, гуманитарные,  трудовые.
- 1988 год. Открытие  Эстетического центра
- 2008 год. Победа во Всероссийском конкурсе образовательных учреждений, внедряющих  инновационные программы в рамках  приоритетного национального проекта «Образование».

## Директора
1. Пунегова, Александра Ивановна  (-1958-1978-)
2. Гуляев, Николай Васильевич  (-1978-1985-)
3. Борзистый, Игорь Григорьевич  (-1985-1996)
4. Снетков, Юрий Леонидович  (-1996 — 2001-)
5. Вострикова, Надежда Степановна (-2001-2009-)
6. Мартакова, Ольга Константиновна (-2009-2020-)
7. Чушева, Светлана Николаевна (-2020-…-)